# 可塑性时间单元问题
可塑性时间单元问题（英語：modifiable temporal unit problem，MTUP）是指当使用具有不同时间分辨率的时间数据时，时间序列和空间分析中可能会出现的一种统计偏差的来源。在这种情况下，不同时间单元的选择（例如日、月、年）可能会影响分析结果并导致统计假设检验中的不一致或错误。

## 简介
可塑性时间单元问题（MTUP）与可塑性面积单元问题（MAUP）关系密切，因为它们都与分析尺度和选择适当分析的问题有关。MAUP指的是空间枚举单元的选择，而MTUP的出现是因为不同的时间单元具有不同的属性和特征，例如它们包含的周期数或它们提供的详细信息量。例如，产品的日销售数据可以汇总为每周、每月或每年的销售数据。此时，使用月度数据而不是每日数据可能会导致丢失有关事件发生时间的重要信息，而使用年度数据可能会掩盖短期趋势和模式。但是，该案例中的日常数据也可能有太多噪声、时间自相关或与其他数据集不一致。如果仅使用每日数据，则无法按小时准确地进行分析。此外，时间单元不规则或某些时段的数据缺失时，也会出现可塑性时间单元问题。在这种情况下，时间单元的选择会影响缺失数据的数量，从而影响分析和预测的准确性。
总的来说，可塑性时间单元问题意味着，分析和预测時間序列数据时要重视时间单元的选取。通常需要尝试不同的时间单元并评估结果以确定最合适的选择。

## 影响

### 犯罪
MTUP对犯罪分析的影响可能很大，因为它会影响犯罪数据的准确性和可靠性及其关于犯罪格局和趋势的结论。例如，假设分析的时间单元从天更改为周，这样一来，即使基本格局保持不变，报告的犯罪数量也可能减少或增加。这可能导致对特定地区犯罪预防策略的有效性或总体犯罪水平得出错误的结论。

### 食品可及性
MTUP还会对食品可及性产生影响。当分析的时间单元发生变化时，就会出现此问题，从而导致观察到的食品可及性数据的格局和趋势发生变化。例如，如果对不同年份的食品可及性数据进行分析，或以不同方式汇总，则研究结果可能会受到影响。这可能会影响我们对不同地区内食物供应随时间推移的情况的理解，并可能导致得出关于食品可及性的不正确或不完整的结论。

### 流行病学
MTUP会影响对不同人群中随时间推移的疾病发生率、流行率或健康影响的理解，从而导致对公共卫生状况的结论不正确或不完整。研究人员选择用于收集和分析公共卫生数据的时间范围时，需要考虑此问题。

## 建议解决方案
解决MTUP的重点是要考虑数据的时间分辨率，并根据研究问题和分析目标选择最合适的时间单元。某些情况下可能需要将数据聚合或插值成一致的时间单元。此外，使用多个时间单元、呈现不同时间单元下的结果，有时能够证明是否因时间单元的不同会有明显不一致的结论。